# Marian Dąbrowski (aktor)
Marian Dąbrowski (ur. 21 października 1900 w Warszawie, zm. 18 czerwca 1985 w Łodzi) – polski aktor teatralny i filmowy oraz śpiewak teatralny.

## Życiorys
Był synem aktorskiego małżeństwa Marii i Romana Dąbrowskich. Na scenie teatralnej debiutował w 1921 roku. Był członkiem m.in. zespołu Jerzego Siekierzyńskiego. Grywał na deskach teatrów w Płocku (1922, 1924, 1930), Kielcach (1924), Busku (1924), Łodzi, Warszawie i Kaliszu (1929). Od 1931 roku związany był ze scenami warszawskimi: Teatrem Melodramatycznym (1931), kabaretem Qui Pro Quo (1932) Wielką Operetką (1932–1933), Teatrem Kameralnym (1934–1935) oraz Wielką Rewią (1936–1937). Występował również w Wilnie i Lwowie.
Po II wojnie światowej związał się z Łodzią. Początkowo występował w teatrach: rewiowo-komediowym "Colosseum" oraz lalkowo-komediowym "Sarabanda" (1946). Następnie grał w Teatrze Syrena (1946-1947), Teatrze Literacko-Satyrycznym Osa (1947–1951) Teatrze Małym (1951–1954) oraz Teatrze Muzycznym przemianowanym następnie na Operetkę Łódzką, gdzie grał od 1954 roku do przejścia na emeryturę w 1965 roku.
Należał do ZASP-u, którego łódzki oddział współorganizował i przez wiele lat pełnił w nim funkcję sekretarza.

## Filmografia
- Zakazane piosenki (1946) – uchodźca z Warszawy
- Zdradzieckie serce (1947)
- Nawrócony (1947)
- Stalowe serca (1948)
- Skarb (1948)
- Za wami pójdą inni (1949) – klient u fryzjera
- Młodość Chopina (1951) – pocztylion
- Podhale w ogniu (1955)